# Mesquita (Sao Tomé-et-Principe)
Pour les articles homonymes, voir Mesquita.
Mesquita est une localité de Sao Tomé-et-Principe située au nord de l'île de Sao Tomé, dans le district de Lobata. C'est une ancienne roça.

## Population
Lors du recensement de 2012, 265 habitants y ont été dénombrés.

## Roça
Particulièrement bien conservée, la casa principal (maison de maître) présente une architecture assez originale, avec deux volumes reliés seulement par les toitures.
Photographies et croquis réalisés en 2011 mettent en évidence la disposition des bâtiments, leurs dimensions et leur état à cette date.